# Walt Disney Modular Theater
Le Walt Disney Modular Theater est une salle de spectacle du California Institute of the Arts financée grâce aux dons de Lillian Disney, veuve de Walt Disney.